# Björnänge
Björnänge ist eine Ortschaft (tätort) in der Gemeinde Åre in der schwedischen Provinz Jämtlands län. Insgesamt leben auf einer Fläche von 40 Hektar 254 Einwohner (2010). Björnänge liegt am Fuße des Åreskutan und am Nordufer des hier zum Åresjön verbreiterten Indalsälven etwa drei Kilometer südöstlich von Åre. Björnänge besitzt die östlichsten Skipisten des gesamten Skigebietes von Åre.
Vor 2010 lag die Einwohnerzahl des Ortes unter 200 (2005: 167), und er war als kleiner Ort (småort) unter dem Namen Björnänge och Hårbörsta – den Bezeichnungen der zwei nahe beieinander liegenden Ortsteile – statistisch erfasst. 2010 wurde erstmals eine Einwohnerzahl über 200 ermittelt, und der Ort erhielt als jetziger Tätort den Namen Björnänge.

## Infrastruktur
Björnänge liegt an der Europastraße 14. Die Mittbanan quert den Ort, hat hier jedoch keinen Bahnhof. Die nächsten Bahnhöfe befinden sich in Åre und Undersåker. Während der Skisaison verbinden Skibusse Björnänge mit den weiteren Orten im Skigebiet.

## Sehenswürdigkeiten
Nördlich von Björnänge liegt die Fröå Gruva, eine ehemalige Kupfergrube, die heute ein Museum ist. Im Ortsteil Hårbörsta steht ein Monument, das an den Todesmarsch der Karoliner im Winter 1718/1719 während des Großen Nordischen Krieges erinnert.

## Bekannte Firmen
In Björnänge befindet sich die Åre Chokladfabrik.